# Van Wilder: The Rise of Taj
Van Wilder: The Rise of Taj, of Van Wilder 2, uit 2006 was het vervolg op Van Wilder uit 2002. De film gaat over de Indiase Taj die de legende van de originele Van Wilder wil verderzetten. Op een korte vermelding na zijn er geen raakpunten met de eerste film. Ook speelt deze film zich volledig in het Verenigd Koninkrijk af. De tweede Van Wilder was weinig succesvol. Desondanks werd nog Van Wilder 3 gemaakt.

## Verhaal
De Indiër Taj Mahal Badalandabad gaat in Engeland studeren en doceren aan de Universiteit van Camford. Daarnaast is hij van plan de legende van Van Wilder én van zijn vader voort te zetten door aan de lopende band meisjes te versieren. Hij wordt ontvangen door de studentenclub van Pip maar dan weer weggestuurd wegens een typefout.
Hij gaat Engelse geschiedenis geven aan een groepje jongens en een meisje. Zij zijn de sulletjes van de universiteit die allen door de studentenclub van Pip werden verstoten. De universiteit reikt jaarlijks een trofee uit aan een studentenclub en die wordt steeds gewonnen door die van Pip.
Taj besluit zelf een studentenclub op te zetten om de trofee te winnen, de Cock 'n Bulls. Langzaam komt zijn club dichter bij Pip's club op de rangschikking. Intussen groeien Taj en Pips vriendin Charlotte steeds dichter naar elkaar toe.
Ten slotte wint Tajs studentenclub de trofee, pikt hij Charlotte af van Pip, hebben enkele van zijn leden ook een vriend of vriendin gevonden en wordt Pip publiek vernederd.

## Rolverdeling
| Acteur             | Personage              |
| ------------------ | ---------------------- |
| Kal Penn           | Taj Mahal Badalandabad |
| Lauren Cohan       | Charlotte Higginson    |
| Daniel Percival    | Pip Earl               |
| Glen Barry         | Seamus                 |
| Anthony Cozens     | Gethin                 |
| Steve Rathman      | Simon                  |
| Holly Davidson     | Sadie                  |
| Tom Davey          | Percy                  |
| William de Coverly | Roger                  |
| Beth Steel         | Penelope               |
| Amy Steel          | Alexandra              |